# منیا
شهر منیا (به عربی: المنیا) در استان منیا در کشور مصر واقع شده‌است. در سال ۲۰۰۸ جمعیت این شهر ۲۴۶٫۸۳۵ نفر است.
شهر منیا جزو منطقه مصر علیا به‌شمار می‌آید.
روستاهای مهم آن عبارت‌اند از:
- برجانه
- بنی سلطان
- تله
- دمشیر
- صفط الخمار
- طوخ الخیل
- نزله حسین